# Чемпионат СНГ по лёгкой атлетике в помещении 1992
Открытый чемпионат СНГ по лёгкой атлетике в помещении прошёл 1—2 февраля 1992 года в Москве в манеже ЛФК «ЦСКА». Соревнования стали финальным этапом отбора в объединённую команду на чемпионат Европы в помещении, прошедший 29 февраля—1 марта в итальянской Генуе. На протяжении 2 дней было разыграно 29 комплектов медалей.
Турнир с данным названием прошёл единственный раз в истории. В декабре 1991 года Советский Союз распался, однако полгода до окончания летних Олимпийских игр 1992 года спортсмены бывших союзных республик (за исключением стран Прибалтики) выступали на международных соревнованиях одной командой. Отбор в неё происходил на чемпионатах Содружества Независимых Государств. В соревнованиях приняли участие не все сильнейшие спортсмены. Леонид Волошин, Людмила Джигалова, Татьяна Доровских, Григорий Егоров, Галина Мальчугина, Людмила Нарожиленко, Лилия Нурутдинова, Ирина Привалова, Виктор Рыженков, Елена Хлопотнова и другие легкоатлеты участвовали в коммерческих зарубежных турнирах (Бордо, Карлсруэ).
Впервые на зимнем национальном первенстве женщины соревновались в стипль-чезе — беге на 2000 метров с препятствиями. Победительница Ольга Стефанишина установила новое высшее мировое достижение — 6.14,25.
В ходьбе на 5000 метров у мужчин Григорий Корнев превзошёл время мирового рекорда — 18.23,10. Прежний рекордсмен (18.23,88) Франц Костюкевич финишировал на втором месте.
Виталий Савин показал один из лучших результатов чемпионата в беге на 60 метров — 6,51. На тот момент в истории лёгкой атлетики быстрее эту дистанцию бежали только три американца: рекордсмен мира Андре Кейсон (6,45), Лерой Баррелл (6,48) и Ли Макрей (6,50). Результат Савина также стал новым рекордом Казахстана и Азии.
Украинка Инна Евсеева в беге на 800 метров опередила серебряного призёра на 4 секунды, показав второй результат в истории лёгкой атлетики — 1.57,23. Мировому рекорду Кристин Вахтель из ГДР (1.56,40) она уступила менее минуты. Алина Иванова установила рекорд России в ходьбе на 3000 метров — 11.57,11.
Две спортсменки преодолели 7-метровый рубеж в прыжке в длину. Лариса Бережная прыгнула в первой попытке на 7,08 м и захватила лидерство. Её второй прыжок также оказался хорошим — 7,00 м, однако в третьей попытке Инесса Кравец приземлилась на один сантиметр дальше (7,09 м) и переместилась на первое место. Улучшить свои результаты обеим легкоатлеткам до конца соревнований не удалось.
Чемпионат СНГ по многоборьям в помещении проводился отдельно 8—9 февраля 1992 года в Санкт-Петербурге.

## Медалисты

### Мужчины
| Дисциплина             | Золото                                                  | Золото   | Серебро                                                  | Серебро  | Бронза                                                | Бронза   |
| ---------------------- | ------------------------------------------------------- | -------- | -------------------------------------------------------- | -------- | ----------------------------------------------------- | -------- |
| 60 м                   | Виталий Савин Казахстан Алма-Ата Советская Армия        | 6,51     | Олег Крамаренко Украина Запорожье Советская Армия        | 6,67     | Анвар Кучмурадов Узбекистан Ташкент Советская Армия   | 6,68     |
| 200 м                  | Александр Горемыкин Россия Калининград «Динамо»         | 20,89    | Игорь Стрельцов Украина Запорожье Профсоюзы              | 21,15    | Андрей Федорив Россия Москва Профсоюзы                | 21,17    |
| 400 м                  | Александр Багаев Россия Санкт-Петербург Советская Армия | 47,58    | Дмитрий Головастов Россия Москва Советская Армия         | 47,72    | Дмитрий Клигер Россия Санкт-Петербург Профсоюзы       | 47,91    |
| 800 м                  | Андрей Судник Белоруссия Минск Профсоюзы                | 1.48,44  | Владимир Граудынь Россия Москва Профсоюзы                | 1.48,68  | Валерий Стародубцев Россия Иркутск Профсоюзы          | 1.49,29  |
| 1000 м                 | Иван Комар Белоруссия Минск Профсоюзы                   | 2.22,39  | Александр Салтанов Кыргызстан Бишкек Советская Армия     | 2.23,71  | Павел Долгушев Россия Москва Профсоюзы                | 2.23,84  |
| 1500 м                 | Сергей Мельников Россия Рыбинск Профсоюзы               | 3.43,10  | Андрей Логинов Россия Москва Профсоюзы                   | 3.44,29  | Иван Комар Белоруссия Минск Профсоюзы                 | 3.44,66  |
| 3000 м                 | Фарит Гаптуллин Россия Йошкар-Ола Профсоюзы             | 8.03,67  | Вячеслав Шабунин Россия Москва Профсоюзы                 | 8.03,77  | Иван Коновалов Россия Иркутск Советская Армия         | 8.07,82  |
| 3000 м с препятствиями | Алексей Пацерин Украина Днепропетровск Профсоюзы        | 8.29,26  | Владимир Голяс Россия Пенза Профсоюзы                    | 8.29,31  | Дмитрий Рыжухин Россия Нижний Новгород Профсоюзы      | 8.33,64  |
| 60 м с барьерами       | Александр Маркин Россия Москва Советская Армия          | 7,67     | Вадим Курач Россия Санкт-Петербург Профсоюзы             | 7,68     | Михаил Эдель Россия Москва Советская Армия            | 7,73     |
| Прыжок в высоту        | Олег Жуковский Белоруссия Минск «Трудовые резервы»      | 2,20 м   | Константин Галкин Россия Санкт-Петербург Советская Армия | 2,20 м   | Нормунд Сиетиньш Латвия Огре В                        | 2,20 м   |
| Прыжок с шестом        | Пётр Бочкарёв Россия Москва Профсоюзы                   | 5,75 м   | Константин Семёнов Узбекистан Ташкент «Трудовые резервы» | 5,70 м   | Игорь Транденков Россия Санкт-Петербург «Динамо»      | 5,70 м   |
| Прыжок в длину         | Дмитрий Багрянов Россия Москва Профсоюзы                | 8,16 м   | Виталий Кириленко Украина Харьков Профсоюзы              | 7,97 м   | Евгений Семенюк Украина Киев Профсоюзы                | 7,80 м   |
| Тройной прыжок         | Василий Соков Таджикистан Душанбе Советская Армия       | 17,30 м  | Сергей Арзамасов Казахстан Чимкент Профсоюзы             | 16,87 м  | Олег Сакиркин Казахстан Чимкент «Трудовые резервы»    | 16,82 м  |
| Толкание ядра          | Александр Багач Украина Бровары «Трудовые резервы»      | 20,92 м  | Александр Клименко Украина Киев Профсоюзы                | 20,45 м  | Сергей Смирнов Россия Санкт-Петербург Советская Армия | 20,00 м  |
| Ходьба на 5000 м       | Григорий Корнев Россия Кемерово Профсоюзы               | 18.23,10 | Франц Костюкевич Белоруссия Минск Советская Армия        | 18.30,87 | Михаил Орлов Россия Ярославль Советская Армия         | 18.32,32 |

### Женщины
| Дисциплина             | Золото                                                         | Золото   | Серебро                                                 | Серебро  | Бронза                                                         | Бронза   |
| ---------------------- | -------------------------------------------------------------- | -------- | ------------------------------------------------------- | -------- | -------------------------------------------------------------- | -------- |
| 60 м                   | Жанна Тарнопольская Украина Киев Профсоюзы                     | 7,17     | Надежда Рощупкина Россия Тула Профсоюзы                 | 7,21     | Анжелика Шевчук Украина Донецк Профсоюзы                       | 7,22     |
| 200 м                  | Оксана Стёпичева Россия Барнаул Профсоюзы                      | 23,34    | Наталья Воронова Россия Москва Профсоюзы                | 23,37    | Татьяна Алексеева Россия Новосибирск «Динамо»                  | 23,65    |
| 400 м                  | Марина Шмонина Узбекистан Ташкент Советская Армия              | 52,24    | Елена Голешева Россия Москва Профсоюзы                  | 52,78    | Елена Рузина Россия Воронеж «Динамо»                           | 53,15    |
| 800 м                  | Инна Евсеева Украина Житомир Профсоюзы                         | 1.57,23  | Елена Афанасьева Россия Московская область «Динамо»     | 2.01,39  | Галина Резникова Россия Москва Советская Армия                 | 2.02,08  |
| 1000 м                 | Елена Афанасьева Россия Московская область «Динамо»            | 2.42,59  | Елена Сторчовая Украина Киев Профсоюзы                  | 2.42,85  | Ольга Нелюбова Россия Московская область «Динамо»              | 2.42,94  |
| 1500 м                 | Екатерина Подкопаева Россия Московская область Советская Армия | 4.14,18  | Наталья Бетехтина Россия Екатеринбург Советская Армия   | 4.14,28  | Вера Чувашёва Россия Курган «Динамо»                           | 4.15,15  |
| 3000 м                 | Анита Клапоте Латвия Рига                                      | 9.04,22  | Людмила Васильева Россия Владивосток «Трудовые резервы» | 9.06,09  | Екатерина Подкопаева Россия Московская область Советская Армия | 9.10,93  |
| 2000 м с препятствиями | Ольга Стефанишина Украина Тернополь Профсоюзы                  | 6.14,25  | Людмила Пушкина Украина Херсон Советская Армия          | 6.22,37  | Антонина Андронакий Молдавия Кишинёв «Динамо»                  | 6.28,06  |
| 60 м с барьерами       | Жанна Гурбанова Белоруссия Минск «Динамо»                      | 8,07     | Елена Синютина Россия Санкт-Петербург Советская Армия   | 8,12     | Марина Слушкина Россия Красноярск Профсоюзы                    | 8,20     |
| Прыжок в высоту        | Елена Елесина Россия Челябинск Профсоюзы                       | 1,92 м   | Инга Бабакова Украина Николаев Профсоюзы                | 1,90 м   | Елена Грибанова Россия Московская область Профсоюзы            | 1,90 м   |
| Прыжок в длину         | Инесса Кравец Украина Киев Профсоюзы                           | 7,09 м   | Лариса Бережная Украина Киев Советская Армия            | 7,08 м   | Иоланда Чен Россия Москва Профсоюзы                            | 6,65 м   |
| Тройной прыжок         | Наталья Каюкова Россия Хабаровск Советская Армия               | 13,76 м  | Жанна Гуреева Белоруссия Минск «Трудовые резервы»       | 13,73 м  | Светлана Давыдова Россия Самара «Динамо»                       | 13,70 м  |
| Толкание ядра          | Анна Романова Россия Брянск Профсоюзы                          | 19,98 м  | Светлана Кривелёва Россия Московская область Профсоюзы  | 19,82 м  | Валентина Федюшина Украина Симферополь Советская Армия         | 19,52 м  |
| Ходьба на 3000 м       | Алина Иванова Россия Чебоксары Профсоюзы                       | 11.57,11 | Елена Сайко Россия Челябинск «Динамо»                   | 12.08,47 | Римма Макарова Россия Санкт-Петербург Советская Армия          | 12.21,63 |

## Чемпионат СНГ по многоборьям
Открытый чемпионат СНГ в мужском семиборье и женском пятиборье прошёл 8—9 февраля 1992 года в Санкт-Петербурге на Зимнем стадионе.

### Мужчины
| Дисциплина | Золото                               | Золото     | Серебро                                   | Серебро    | Бронза                                           | Бронза    |
| ---------- | ------------------------------------ | ---------- | ----------------------------------------- | ---------- | ------------------------------------------------ | --------- |
| Семиборье  | Лев Лободин Украина Луганск «Динамо» | 5918 очков | Виталий Колпаков Украина Луганск «Динамо» | 5800 очков | Рамиль Ганиев Узбекистан Ташкент Советская Армия | 5791 очко |

### Женщины
| Дисциплина | Золото                                     | Золото     | Серебро                                 | Серебро   | Бронза                               | Бронза     |
| ---------- | ------------------------------------------ | ---------- | --------------------------------------- | --------- | ------------------------------------ | ---------- |
| Пятиборье  | Светлана Бурага Белоруссия Минск Профсоюзы | 4614 очков | Ирина Тюхай Россия Красноярск Профсоюзы | 4561 очко | Ирина Матюшева Украина Киев «Динамо» | 4526 очков |

## Состав объединённой команды для участия в чемпионате Европы
По итогам чемпионата и с учётом выполнения необходимых нормативов в состав сборной для участия в чемпионате Европы в помещении в итальянской Генуе вошли:
Мужчины
60 м: Виталий Савин, Олег Крамаренко.

200 м: Александр Горемыкин.

800 м: Анатолий Макаревич.

1500 м: Сергей Мельников.

60 м с барьерами: Александр Маркин.

Прыжок в высоту: Алексей Емелин.

Прыжок с шестом: Пётр Бочкарёв, Константин Семёнов.

Прыжок в длину: Дмитрий Багрянов, Виталий Кириленко.

Тройной прыжок: Леонид Волошин, Василий Соков.

Толкание ядра: Александр Багач, Александр Клименко.

Семиборье: Лев Лободин, Виталий Колпаков.

Ходьба 5000 м: Григорий Корнев, Франц Костюкевич.
Женщины
60 м: Жанна Тарнопольская, Надежда Рощупкина.

200 м: Оксана Стёпичева, Наталья Воронова.

400 м: Ольга Брызгина, Марина Шмонина, Елена Голешева.

800 м: Инна Евсеева, Елена Афанасьева.

1500 м: Екатерина Подкопаева, Любовь Кремлёва.

3000 м: Татьяна Доровских, Елена Вязова.

60 м с барьерами: Людмила Нарожиленко.

Прыжок в высоту: Елена Елесина.

Прыжок в длину: Инесса Кравец, Лариса Бережная.

Тройной прыжок: Инесса Кравец.

Толкание ядра: Наталья Лисовская, Анна Романова.

Пятиборье: Ирина Белова, Татьяна Блохина.

Ходьба 3000 м: Алина Иванова, Елена Сайко.